# Charles Morgan (General)

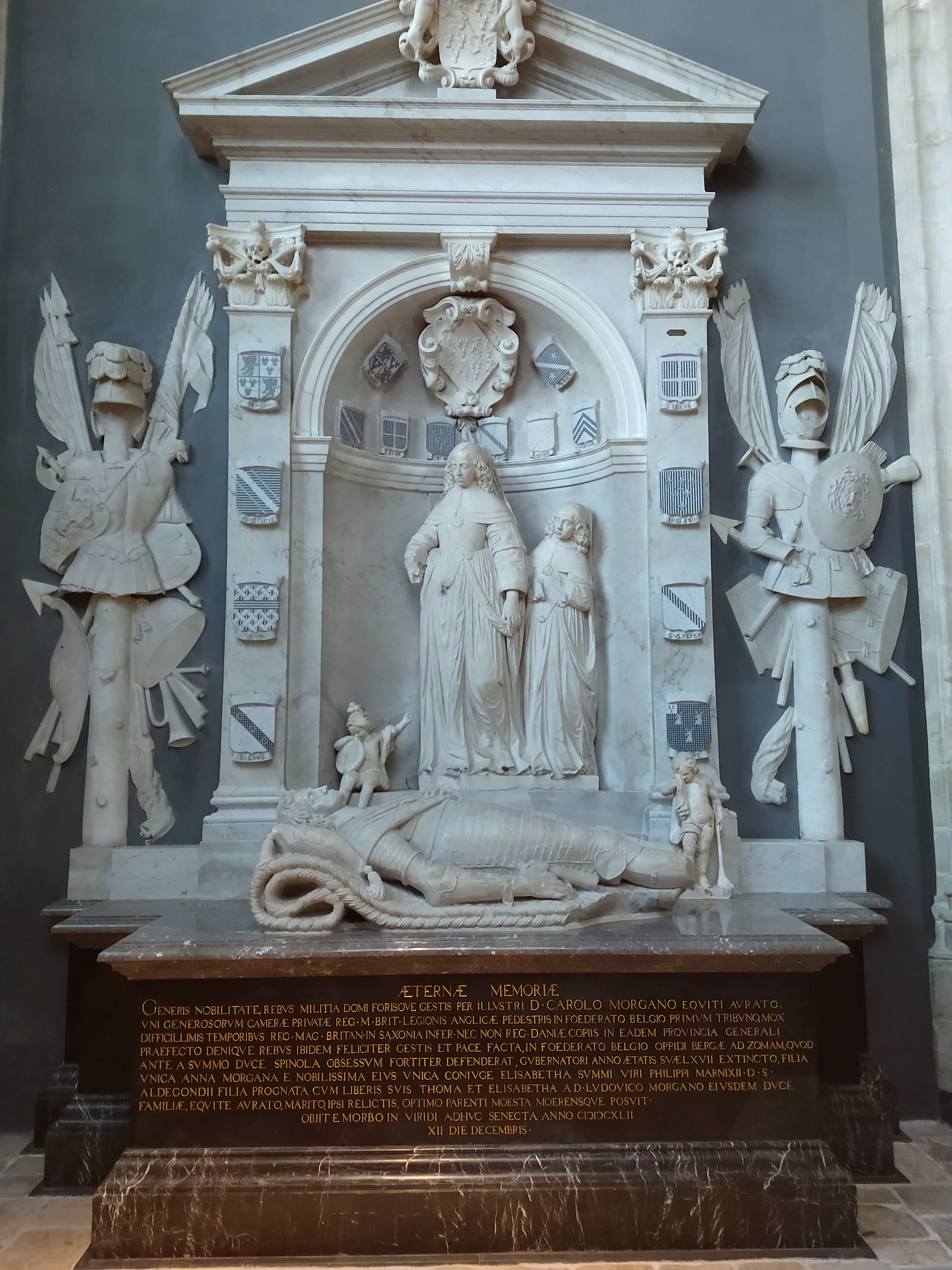
Grabmonument des Sir Charles Morgan in der Gertrudis-Kirche in Bergen op Zoom

Sir Charles Morgan (* 1575; † 1642) war ein englischer Heeresführer im Achtzigjährigen und im Dreißigjährigen Krieg.

## Leben
Er war der Sohn von Edward Morgan aus Monmouthshire und Frances Leigh aus London.

### In niederländischen Diensten
Morgan begann seine militärische Laufbahn während des Englisch-Spanischen Krieges (1585–1604) in den Niederlanden, wo englische Truppen den Niederländischen Aufstand unterstützten. Dort heiratete er Elisabeth, die Tochter des Sekretärs von Wilhelm dem Schweiger, Philips van Marnix. Morgan nahm an der gemeinsamen englisch-holländischen Marineexpedition teil, bei der 1596 die spanische Stadt Cádiz erobert wurde. Unter dem Kommando von Sir Francis Vere kämpfte Morgan 1600 in der Schlacht von Nieuwpoort und half 1601 die Stadt Ostende zu verteidigen. Morgan verließ die belagerte Stadt 1603, um in England von James I. von England zum Knight Bachelor geschlagen zu werden. Sir Charles kehrte nach Ostende zurück und war bei der Übergabe der Stadt an die Spanier am 20. September 1604 dabei.

### Friedensrichter in Wales
Nach dem Fall von Ostende ging Morgan in seine Heimat Wales und diente in Monmouthshire als Friedensrichter. Der Bischof von Hereford, Robert Bennet beschuldigte ihn, gegenüber Rekusanten, d. h. Gegnern der Anglikanischen Kirche, übermäßig nachsichtig zu sein und dadurch katholische Ausschreitungen zu fördern. Als Morgan trotz der anhaltenden Unruhen in Südwales nach London reiste, wurde er anschließend wegen Vernachlässigung seine Pflichten als Friedensrichter kurzzeitig inhaftiert.

### Zurück in den Niederlanden
Morgan kehrte 1607 in die Niederlande zurück und blieb dort während des Zwölfjährigen Waffenstillstands. Nach Wiederaufnahme der Feindseligkeiten kommandierte er 1622 die englischen Truppen bei der Belagerung von Bergen op Zoom. Ab 1624 gehörte er zu den Verteidigern der Stadt Breda, die nach langer Belagerung schließlich gegen freien Abzug den Spaniern übergeben wurde. Der venezianische Botschafter in Den Haag lobte Morgans militärisches Können und bezeichnet ihn als einen der fähigsten Offiziere des niederländischen Feldzugs.

### Der Dänische Feldzug
1626 erlitt der Onkel Karls I., Christian IV. von Dänemark, im Dreißigjährigen Krieg in der Schlacht bei Lutter gegen die Truppen der Katholischen Liga unter Marschall Tilly eine schwere Niederlage. Darauf ernannte der Englische Kronrat (Privy Council) Morgan zum Obristen eines Feldzuges zur Unterstützung des dänischen Königs. Morgan warb zunächst 5.013 Söldner an, von denen dreiviertel Schotten, der Rest Engländer und Waliser waren. Als sich die Soldaten im März 1627 von Enkhuizen nach Dänemark einschifften, desertierte mehr als die Hälfte. Weil auch viele seiner Offiziere ihre Mannschaften verließen, schob Morgan die Schuld für die Desertationen auf die Unerfahrenheit der angeworbenen Männer. Nach Ankunft auf dem Kriegsschauplatz ließ Morgan an der Weser eine Schanze errichten, von der aus er Tillys Nachschub aus der nahegelegenen Stadt Bremen unterband. Während er im Juni mit seinen Soldaten in das Gebiet des Zusammenflusses von Weser und Aller zog, erhöhte er deren Zahl durch Zwangsrekrutierung wieder auf 4.913, doch die Bezahlung seiner Leute erfolgte nur sporadisch. So beschrieb Morgan im Juli seine Regimenter als zu „meuterisch“, um sich gegen feindliche Angriffe verteidigen zu können. Bis zum September war seine Truppenstärke wieder auf unter 2.000 Mann, von denen ein Viertel nicht diensttauglich war, zusammengeschmolzen. Darauf wurden seine Regimenter mit 1.700 niederländischen Söldnern aufgefüllt. Als sich die militärische Lage verschlechterte, kam Morgan mit dem britischen Botschafter überein, die Verteidigungslinie an der Weser aufzugeben. Er zog sich mit seinen Truppen nach Stade zurück.
Dort kam 1628 die Verpflegung der Soldaten Morgans Katzen- und Hundefutter gleich. Der tagebuchschreibende Söldner Peter Hagendorf bemerkt dazu: „Am heiliegen ostertag haben wir kein mundt fol brodt haben können“. Währenddessen nahm Tilly die Außenbefestigungen Stades ein und belagerte anschließend die Stadt. Bei einem Ausfall tötete er 500 von Morgans Leuten. Im März, knapp an Proviant und ohne Geld, schrieb Morgan an George Villiers, 1. Duke of Buckingham, und bat um den Entsatz Stades. Ihm antwortete der König und versprach, Truppen zu entsenden. Schließlich kreuzte Christian selbst mit drei Schiffen auf der Elbe vor Stade, konnte aber wegen der Entfernung die Tillyschen Belagerer mit seinen Kanonen nicht erreichen. Nachdem die dänischen Schiffe unverrichteter Dinge abgezogen waren, kapitulierte Morgan und übergab am 5. Mai die Stadt an Tilly. Die Kranken und Verwundeten wurden in Christians Festung Glückstadt gebracht, während Morgan mit seinen verbliebenen Soldaten in die Niederlande abziehen durfte. Dort wurde er wegen der Schulden, die er bei der Besoldung seiner Männer angehäuft hatte, vorübergehend unter Arrest gestellt. Im Juni kehrte Morgan mit seinen Truppen dann nach England zurück. In einer Audienz beim König im Juli betonte er die Notwendigkeit von Sold und Proviant für seine Männer. Schließlich erhielt Morgan den Befehl, nach Dänemark zurückzukehren. Am 31. Oktober traf er mit 1.200 Mann in Glückstadt ein. Wegen Streitigkeiten mit dem Stadtgouverneur gingen seine Truppen aber erst am 1. Dezember an Land. Wieder hatte Morgan Schwierigkeiten, seine Leute zu besolden. In England war das Parlament nicht bereit, die Entsendung weiterer Truppen nach Dänemark zu bewilligen. Es schlug stattdessen einen öffentlichen Fastentag vor. Im März sammelte Morgan die englischen, schottischen und niederländischen Truppen, die in Dänemark überwintert hatten. Damit erhöhte sich die Zahl der unter seinem Kommando stehenden Soldaten auf 4.750. Von Glückstadt aus landete Morgan mit Schiffen auf Nordstrand, die unter dem Kommando von Friedrich III., dem Herzog von Schleswig-Holstein-Gottorp stand, und eroberte die Insel. Im Juni verkündete König Christian einen Waffenstillstand, und Morgans Truppen wurden mit einer kleinen Abschiedszeremonie nach Holland entlassen.

### Letzte Jahre
In Anschluss an den dänischen Feldzug kehrte Morgan zum Dienst in die Niederlande zurück. Im Jahre 1631 wurde er kurzzeitig von Freibeutern aus Dünkirchen gefangen gehalten. Während der Belagerung von Breda (1637) kämpfte er für den Prinzen von Oranien Friedrich Heinrich. Seine letzten Jahre verbrachte Morgan als Gouverneur von Bergen op Zoom, wo er 1643 starb.